# Spitzbach (Nesselbach)
Der Spitzbach, auch Goldbühlbach genannt, ist ein etwa 2,0 km langer linker Zufluss des Nesselbaches.

## Geographie

### Verlauf
Der Spitzbach entsteht etwa 250 m südwestlich des Hofes Aalen-Spitz in einem kleinen Wäldchen. Er fließt zunächst in östlicher Richtung, verlässt nach ein paar hundert Metern das Wäldchen und setzt seinen Lauf durch eine Streuobstwiese im Gewann Spitzäcker fort. Sein Ufer ist mit Hecken und Ufergehölzen bepflanzt. Hier quert ihn in Richtung Südwest-Nordost die Trasse des ehemaligen Obergermanisch-Raetischen Limes. Der Bach durchfließt danach das Gewann Goldbühl, berührt die Südspitze des Wäldchens Bergholz und wendet sich dort nach Süden. In diesen Abschnitt liegen drei künstlich angelegte kleinere Laichgewässer für Lurche. An den Hängen der Erddeponie Mäderhof säumen ihn dann Erlen. Bei Aalen-Hammerstadt, das er eng im Osten passiert, mündet er schließlich von links in den Nesselbach.

### Flusssystem Aal
- Fließgewässer im Flusssystem Aal